# Bozoum
Bozoum er hovedstaden i Ouham-Pendé, der er et af de 20 præfekturer i Den Centralafrikanske Republik.

## Historie
I begyndelsen af 1920'erne blev Bozoum hjemsted for en  Brødremission. På en bakke lige uden for den daværende landsby blev Bassai-missionsstationen etableret opkaldt efter  et lokalt bjerg. Missionen længe har været opgivet, men grundlæggeren af Brethren Mission i denne del af Afrika, James Gribble, er begravet der sammen med sin missionærkollega Lester W. Kennedy Sr.
I 1976 fik Bozoum elektricitet for første gang.
Den 13. januar 2014 trak millitsgruppen Séléka (en) sig tilbage fra Bozoum og Anti-balaka (en) tog kontrol over byen. Muslimer, der boede der, blev truet af militsmænd. I marts 2017 afvæbnede Anti-balakaer  fredsbevarende styrker, der forsøgte at komme ind i Bozoum.
I marts 2019 meldtes det at Bozoum var under regeringens kontrol, og at der var indsat væbnede styrker bl.a. for at beskytte kinesiske virksomheder, der opererer i området.
Den 19. november 2020 trak regeringsstyrkerne sig tilbage fra Bozoum, og en måned senere, den 18. december, blev byen erobret af oprørere fra Coalition of Patriots for Change (en). Byen blev generobret af regeringsstyrkerne den 25. februar 2021.

## Klima
Köppen-Geiger klimaklassifikationssystem klassificerer landets klima som tropisk vådt og tørt (Aw).